# ФК Зюдтирол
ФК Зюдтирол – (обикновено се употребява Зюдтирол или по-малко популярното Зюдтирол-Алто Адидже италиански футболен клуб от град Болцано, провинция Южен Тирол играещ в Лега Про А, трето ниво на шампионата в Италия. Основан през 1974 година. Домашните си мачове играе на арена „Стадио Друсо“, с капацитет от 3000 зрители. „Зюдтирол“ никога в историята си не е стигал до Серия А, или до Серия Б, а сезон 2010 – 2011 стана и негов дебютен в Серия С1.

## История
Клубът е основан през 1974 в Бресаноне като ШФ Миланд (S.V. Milland).
През 1995 г. е преименуван на Зюдтирол-Алто Адидже на името на провинцията Алто-Адидже и немското и име.

## Известни играчи
- Микаел Агаци
- Марко Малус
- Дино Марино
- Тонино Сорентино

## Български играчи
- Радослав Кирилов 2015/16 - (30 мача - 2 гола)